# Parc national d'Algeti

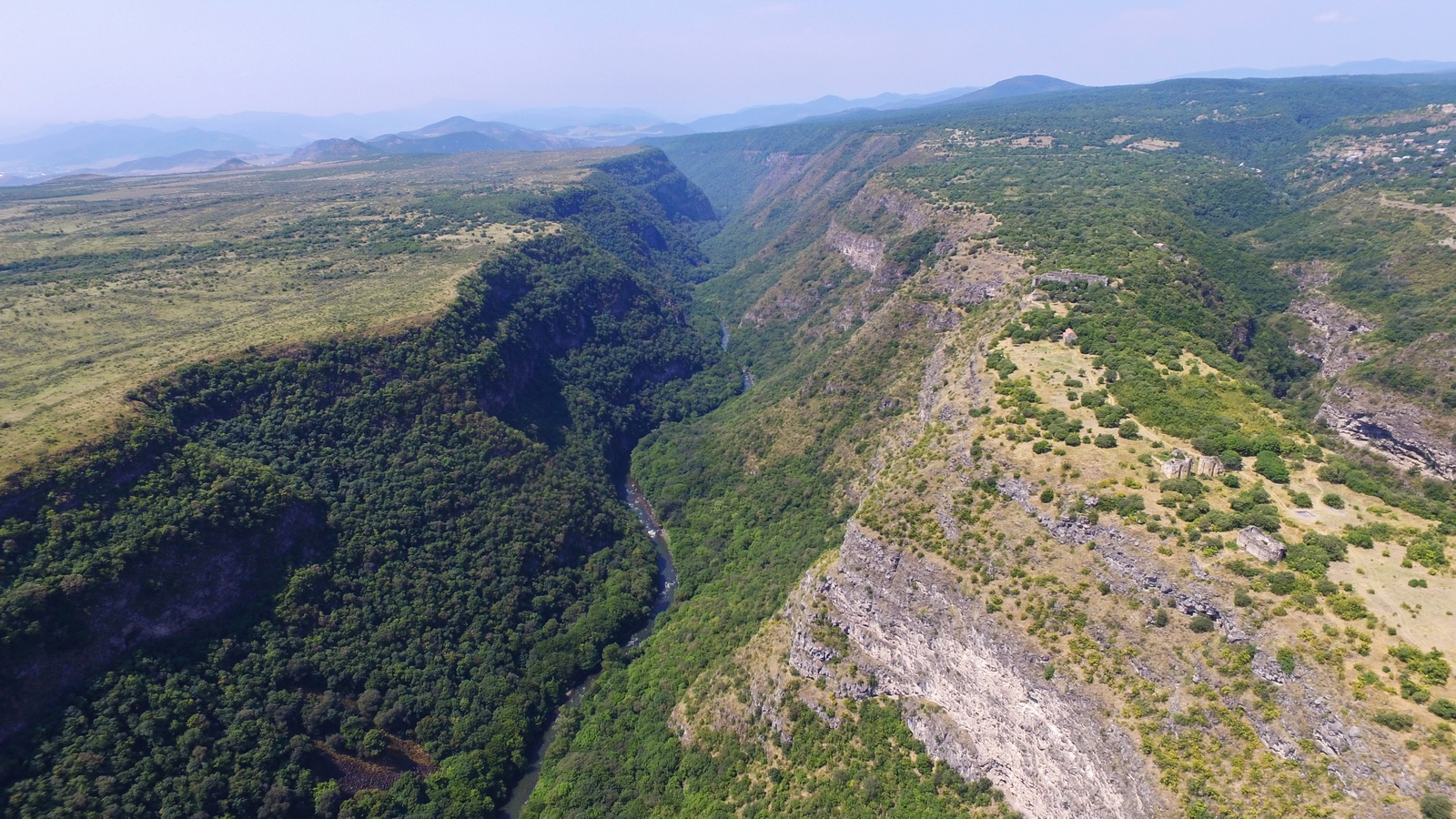
Vue du canyon Samshvilde dans le parc national d'Algeti. Aout 2017.

Le parc national d'Algeti (en géorgien : ალგეთის ეროვნული პარკი, algetis erovnuli parki) est une aire protégée en Géorgie, située dans le sud-est du pays, s'étendant sur une superficie de 68,22 km2. Il se trouve dans la région de Basse Kartlie, dans la municipalité de Tetritskaro, à quelque 60 km sud-ouest de la capitale Tbilissi. Le parc s'étend le long de la vallée supérieure d'Algeti dans les pentes boisées du sud de la cordillère orientale Trialeti, et son point culminant est le mont Kldekari à 2 000 m au-dessus du niveau de la mer. Créée sous le gouvernement soviétique en 1965 en tant que réserve d'État afin de protéger les limites orientales de l'étendue de l'épicéa d'Orient et du sapin du Caucase, il obtient le statut de parc national en 2007.